# Helictotrichon murcicum
Helictotrichon murcicum är en gräsart som beskrevs av Josef Holub. Helictotrichon murcicum ingår i släktet Helictotrichon och familjen gräs. Inga underarter finns listade i Catalogue of Life.